# Бакуракерт
Бакуракерт (арм. Բակուրակերտ) — город в области Маранд исторической области Васпуракан, к северо-востоку от озера Урмия. В V веке город перешёл под контроль Кавказской Албании, с нашествием тюрок-сельджуков был захвачен.

## История
По мнению ряда исследователей, Бакуракерт, вероятно, построил (или достроил) царь Великой Армении Трдат I и назвал его в честь своего брата Бакура I.
После поражения в войне с парфянами в 161 году, царь Армении Сохемос бежал в Рим, где стал сенатором. На армянский трон сел Бакур I, получивший корону царя Великой Армении из рук парфянского царя Вологеза III. Сохемос сделал всё, чтобы подтолкнуть Рим к войне с Арменией для возврата себе царского трона. Война оказалась катастрофичной для Армении, была разрушена её столица Арташат. Бакур продержался на троне до 163 года, после чего был захвачен в плен римлянами и вместе со своим братом Мирдатом увезён в Рим, где до конца жизни сохранил формально титул «царя Армении».